# Autogerechte Stadt

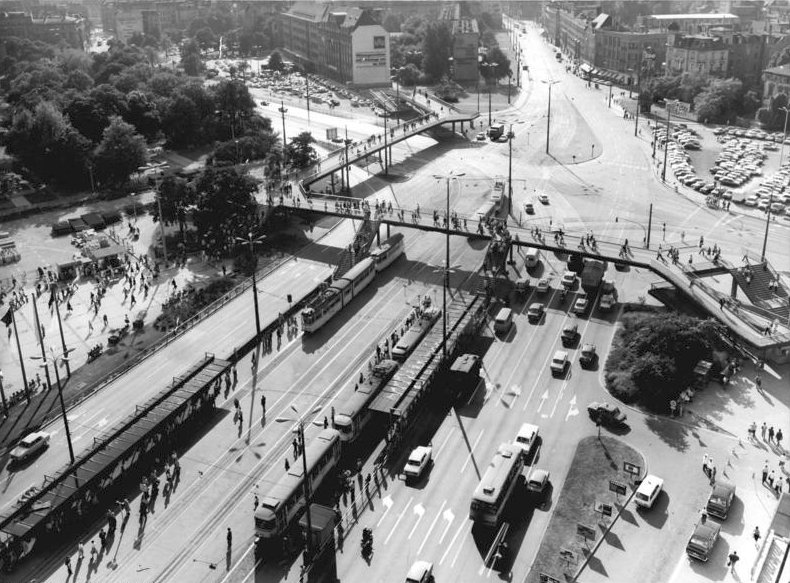
Separación de tráfico: peatones en una pasarela elevada y diseño generoso de la zona diseñada para el tráfico rodado. (Leipzig, Friedrich-Engels-Platz, después del cambio de 1971)

El concepto de "autogerechte Stadt" (Ciudad orientada al automóvil) viene del título del libro Die autogerechte Stadt – Ein Weg aus dem Verkehrs-Chaos (La ciudad orientada al automóvil - Un camino para salir del caos del tráfico) del arquitecto Hans Bernhard Reichow, publicado en 1959. Este concepto es ahora, más que criticado por los estándares actuales, visto como un cuento con moraleja del planeamiento urbanístico.

## Directrices
En la "autogerechte Stadt" todos los medios de transporte se subordinan al coche, que se erige como medida de todas las cosas, referido al uso y segregación del espacio libre. Este concepto es hijo de la carta de Atenas. Fue desarrollado principalmente en ciudades de Alemania del oeste, como Hanóver y Colonia. Las actuaciones cambia el concepto de ciudad de la Edad Media, con calles estrechas y callejones, adaptándolas a las necesidades del tráfico moderno, centrándose en la accesibilidad para automóviles y camiones.

## Desarrollo
En los primeros anos 60, el gobierno británico encargó a una comisión presidida por Colin Buchanan, un estudio del tráfico urbano actual con la intención de crear y desarrollar nuevos conceptos de planificación. El informe de Buchanan "Traffic in towns" (Tráfico en las ciudades) de 1963 incorporaba conceptos muy innovadores. Fue uno de los primeros en distinguir entre tráfico necesario (económico y comercial) y tráfico innecesario. Opinaba que uno de los mayores problemas del tráfico era su rápido incremento, que debía limitarse de manera tajante. También propuso límites de capacidad y de velocidad según el ambiente. En el caso de zonas naturale, las reducciones son drásticas. La calidad del espacio para peatones, de paso o de estancia, es una de las prioridades. Una comisión del Parlamento Alemán de 1965 obtuvo resultados similares.

## Crítica
En los años 70 se empezaban a ver con cierto escepticismo los planes urbanísticos que tenían por protagonista al coche. Los críticos acusaron al predominio del coche de los fracasos sociales y de las muertes por atropello.
Hoy en día se entiende que este concepto de ciudad prestaba demasiada atención al coche, dejando de lado al peatón. En particular se critica los efectos negativos en el centro de las ciudades, como el incremento de tráfico, la alta contaminación atmosférica, el ruido o el peligro para los peatones. Desde la perspectiva del mainstream de género, se critica que este modelo de ciudad ha tenido en cuenta exclusivamente el tráfico para desplazarse al trabajo, pero no el de los profesionales del transporte.

## Conceptos opuestos de urbanismo
Como concepto opuesto a este modelo de ciudad está la ciudad sin coches. En ciudades como Colonia se discute cómo combinar la calidad de vida de sus habitantes y la accesibilidad del tráfico rodado.
Una de las consecuencias de la separación de tráficos en la ciudad es una regulación estricta del transporte, regulada por señales y marcas viales. Esto es visto por los críticos como el culpable de la falta de consideración de los usuarios hacia los peatones. Frente a esta situación ha aparecido en los últimos años el concepto de espacios compartidos, donde todos los tipos de tráfico comparten el mismo espacio, sin señales ni marcas viales. Según esta teoría, el comportamiento de los usuarios mejora, ya que está motivado por las interacciones naturales humanas y no según una regulación artificial.